# Dynasty (2024)
Dynasty (2024) – gala wrestlingu wyprodukowana przez federację i dla zawodników All Elite Wrestling (AEW). Odbyła się 21 kwietnia 2024 w Chaifetz Arena w St. Louis w stanie Missouri, co oznacza pierwszą galę PPV AEW, która odbyła się w Missouri. Emisja była przeprowadzana na żywo przez serwis strumieniowy B/R Live w Ameryce Północnej i za pośrednictwem Triller TV na całym świecie oraz w systemie pay-per-view.
Na gali odbyło się dwanaście walk, w tym trzy podczas pre-show Zero Hour. W walce wieczoru, Swerve Strickland pokonał Samoa Joe zdobywając AEW World Championship. W innych ważnych walkach, The Young Bucks (Matthew Jackson i Nicholas Jackson) pokonali FTR (Daxa Harwooda i Casha Wheelera) w Ladder matchu w finale turnieju zdobywając zwakowany AEW World Tag Team Championship, Will Ospreay pokonał Bryana Danielsona oraz Willow Nightingale pokonała Julię Hart zdobywając AEW TBS Championship. Gala obejmowała także powrót Jacka Perry’ego, który był nieobecny w programach AEW od czasu autentycznej sprzeczki za kulisami gali All In 2023.

## Produkcja

### Tło
22 lutego 2024 roku amerykańska organizacja wrestlingu All Elite Wrestling (AEW) złożyła wniosek o zastrzeżenie znaku towarowego nazwy „Dynasty”. Podczas Revolution 3 marca AEW ogłosiło, że 21 kwietnia 2024 roku w Chaifetz Arena w St. Louis w stanie Missouri zorganizuje galę pay-per-view (PPV) zatytułowane Dynasty, co będzie pierwszą galą PPV AEW, która odbędzie się w tym stanie. Gala Full Gear 2021 pierwotnie miał się odbyć w tym samym miejscu i byłoby pierwszą galą PPV AEW w Missouri; jednakże zostało ono przeniesione i przełożone, aby uniknąć programowania kontrującego inne gale związane ze sportami walki, które miały miejsce w tym czasie. Bilety na Dynasty trafiły do sprzedaży 8 marca 2024 roku.

### Rywalizacje
Dynasty oferowało walki profesjonalnego wrestlingu z udziałem wrestlerów należących do federacji All Elite Wrestling. Oskryptowane rywalizacje (storyline’y) kreowane są podczas cotygodniowych gal Dynamite, Rampage oraz Collision. Wrestlerzy są przedstawieni jako heele (negatywni, źli zawodnicy i najczęściej wrogowie publiki) i face’owie (pozytywni, dobrzy i najczęściej ulubieńcy publiki), którzy rywalizują pomiędzy sobą w seriach walk mających budować napięcie. Kulminacją rywalizacji jest walka wrestlerska lub ich seria.

#### Will Ospreay vs. Bryan Danielson
Od połowy 2022 do 2023 roku Will Ospreay, ostoja New Japan Pro-Wrestling (NJPW), pojawiał się w programach AEW w wyniku współpracy roboczej między obiema firmami. Następnie Ospreay pojawił się w Full Gear w listopadzie 2023 roku i podpisał kontrakt na dołączenie do AEW, ale oficjalnie dołączył do rosteru dopiero w lutym 2024 roku, po wypełnieniu swoich obowiązków związanych z NJPW. Po walce Ospreaya, która odbyła się 6 marca na odcinku Dynamite, stanął twarzą w twarz z Bryanem Danielsonem. Obaj ponownie stanęli naprzeciw siebie 9 marca na odcinku Collision, gdzie Danielson rzucił wyzwanie na Dynasty, aby udowodnić, który z nich jest najlepszy, a walka została później ogłoszona oficjalnie.

#### Turniej o AEW World Tag Team Championship
Po ostatniej walce Stinga w karierze na Revolution, on i partner tag teamowy Darby Allin zwakowali AEW World Tag Team Championship. Podczas dyskusji medialnej po gali prezes AEW Tony Khan ogłosił, że odbędzie się turniej w celu wyłonienia nowych mistrzów. 15 marca na odcinku Rampage, ujawniono drabinkę turniejową i turniej rozpoczął się następnej nocy podczas Collision.

#### Pojedynek o AEW World Championship
Na Revolution, Swerve Strickland wziął udział w three-way matchu o AEW World Championship, w którym Samoa Joe obronił tytuł. Następnie Strickland gromadził zwycięstwa przez cały marzec, aby ponownie awansować w rankingu. Po zwycięstwie odniesionym 27 marca na odcinku Dynamite, po raz kolejny zapewniło mu to pozycję pretendenta numer jeden do AEW World Championship, a walkę o tytuł zaplanowano na Dynasty.

#### Pojedynek o AEW TBS Championship
Pod koniec 2023 roku była partnerka Willow Nightingale w tag teamie, Skye Blue, przeszła heel turn i sprzymierzyła się z AEW TBS Championką Julią Hart. Przez cały początek 2024 roku Nightingale i jej nowa partnerka w tag teamie, Kris Statlander, feudowały z Hart i Blue, przy czym Nightingale i Statlander zwyciężyły podczas pre-show Revolution Zero Hour, a następnie Hart i Blue zwyciężyły w street fightcie 20 marca na odcinku Rampage. 27 marca na odcinku Dynamite, Nightingale wygrała four-way match pokonując Statlander, Blue i Anne Jay, aby rzucić wyzwanie Hart o TBS Championship na Dynasty.

#### Adam Copeland, Eddie Kingston i Mark Briscoe vs. Malakai Black, Brody King i Buddy Matthews
Przez pierwsze miesiące 2024 roku, Mark Briscoe wdał się w feud z House of Black, który obejmował ingerencję w walkę turniejową House of Black. W tym samym czasie, był także zaangażowany w przyjacielską rywalizację z Eddiem Kingstonem o ROH World Championship Kingstona. Po tym, jak House of Black zaatakowała TNT Championa Adama Copelanda 30 marca w odcinku Collision, Briscoe i Kingston wyrazili wsparcie dla Copelanda, co doprowadziło do tego, że trzej mężczyźni wyzwali House of Black na trios match na Dynasty, który później został oficjalnie ogłoszony.

#### Pojedynek o AEW Women’s World Championship
Thunder Rosa wygrała swój pierwszey AEW Women’s World Championship na St. Patrick’s Day Slam w marcu 2022 roku i miała bronić tytułu przeciwko Toni Storm na All Out we wrześniu tego roku. Ze względu na to, że Rosa została odsunięta na bok z powodu kontuzji pleców, Storm zamiast tego wygrała four-way match na All Out i został tymczasową mistrzynią, co zostało później uznane z mocą wsteczną za jej pierwsze panowanie po tym, jak Rosa straciła tytuł w listopadzie. Po powrocie do ringu w grudniu 2023 roku Rosa chciała odzyskać mistrzostwo, którego nigdy nie straciła, i szybko awansowała w rankingach, by 4 kwietnia na odcinku Dynamite zmierzyć się z protegowaną Storm, Mariah May, w walce o miano pretendentki do tytułu, którą wygrała.

## Wyniki walk
| Nr                                                                   | Wyniki | Stypulacje | Czas  |
| -------------------------------------------------------------------- | --- | --- | ----- |
| 1P                                                                   | Trent Beretta pokonał Matta Sydala (z Mikiem Sydalem) poprzez submission                                                                                         | Singles match | 8:00  |
| 2P                                                                   | Katsuyori Shibata i Orange Cassidy pokonali Shane Taylor Promotions (Shane’a Taylora i Lee Moriarty’ego) (z Anthonym Ogogo) poprzez pinfall                      | Tag team match | 12:40 |
| 3P                                                                   | Bullet Club Gold (Jay White, Austin Gunn i Colten Gunn) (ROH) pokonali The Acclaimed (Anthony’ego Bowensa, Maxa Castera i Billy’ego Gunna) (AEW) poprzez pinfall | Winners Take All Title Unification match unifikujący AEW World Trios Championship i ROH World Six-Man Tag Team Championship w Unified World Trios Championship | 14:45 |
| 4                                                                    | Kazuchika Okada (c) pokonał Paca poprzez pinfall | Singles match o AEW Continental Championship | 21:55 |
| 5                                                                    | House of Black (Malakai Black, Brody King i Buddy Matthews) pokonali Adama Copelanda, Eddiego Kingstona i Marka Briscoe poprzez pinfall                          | Trios match | 17:45 |
| 6                                                                    | Willow Nightingale (z Stokelym Hathawayem) pokonała Julię Hart (c) poprzez pinfall                                                                               | "House Rules match" o AEW TBS Championship Willow zastrzegła, że Skye Blue i Kris Statlander mają zakaz wstępu na ringside.                                    | 6:00  |
| 7                                                                    | Roderick Strong (c) pokonał Kyle’a O’Reilly’ego poprzez pinfall                                                                                                  | Singles match o AEW International Championship | 17:20 |
| 8                                                                    | Chris Jericho pokonał Hooka (c) poprzez pinfall | FTW Rules match o FTW Championship | 16:35 |
| 9                                                                    | "Timeless" Toni Storm (c) (z Mariah May i Lutherem) pokonała Thunder Rosę poprzez pinfall                                                                        | Singles match o AEW Women’s World Championship | 15:10 |
| 10                                                                   | Will Ospreay pokonał Bryana Danielsona poprzez pinfall | Singles match | 32:40 |
| 11                                                                   | The Young Bucks (Matthew Jackson i Nicholas Jackson) pokonali FTR (Daxa Harwooda i Casha Wheelera)                                                               | Ladder match w finale turnieju o zwakowany AEW World Tag Team Championship                                                                                     | 21:35 |
| 12                                                                   | Swerve Strickland (z Prince Naną) pokonał Samoa Joe (c) poprzez pinfall                                                                                          | Singles match o AEW World Championship | 18:00 |
| (c) – mistrz/mistrzyni przed walkąP – walka miała miejsce w pre-show | | |       |

### Turniej o AEW World Tag Team Championship
|  | Runda z dziką kartą Collision (16 marca) Rampage (20 marca) | Runda z dziką kartą Collision (16 marca) Rampage (20 marca) | Runda z dziką kartą Collision (16 marca) Rampage (20 marca) |  |  | Ćwierćfinały Dynamite (27 marca) Collision (30 marca)   | Ćwierćfinały Dynamite (27 marca) Collision (30 marca)   | Ćwierćfinały Dynamite (27 marca) Collision (30 marca) |                                               |       | Półfinały Dynamite (3 kwietnia) Collision (6 kwietnia) | Półfinały Dynamite (3 kwietnia) Collision (6 kwietnia) | Półfinały Dynamite (3 kwietnia) Collision (6 kwietnia) |                                  |       | Finał Dynasty (21 kwietnia) | Finał Dynasty (21 kwietnia) | Finał Dynasty (21 kwietnia) |  |
|  |                                                             |                                                             |                                                             |  |  |                                                         |                                                         |                                                       |                                               |       |                                                        |                                                        |                                                        |                                  |       |                             |                             |                             |  |
|  |                                                             |                                                             |                                                             |  |  | The Young Bucks (Matthew Jackson i Nicholas Jackson)    | The Young Bucks (Matthew Jackson i Nicholas Jackson)    | Pin                                                   |                                               |       |                                                        |                                                        |                                                        |                                  |       |                             |                             |                             |  |
|  |                                                             |                                                             |                                                             |  |  | Private Party ("Brother Zay" Isiah Kassidy i Marq Quen) | Private Party ("Brother Zay" Isiah Kassidy i Marq Quen) | 13:30                                                 |                                               |       |                                                        |                                                        |                                                        |                                  |       |                             |                             |                             |  |
|  |                                                             |                                                             |                                                             |  |  |                                                         |                                                         |                                                       |                                               |       | The Young Bucks (Matthew Jackson i Nicholas Jackson)   | The Young Bucks (Matthew Jackson i Nicholas Jackson)   | Pin                                                    |                                  |       |                             |                             |                             |  |
|  |                                                             |                                                             |                                                             |  |  |                                                         |                                                         | Best Friends (Trent Beretta i Orange Cassidy)         | Best Friends (Trent Beretta i Orange Cassidy) | 12:30 |                                                        |                                                        |                                                        |                                  |       |                             |                             |                             |  |
|  |                                                             |                                                             |                                                             |  |  | The Undisputed Kingdom (Mike Bennett i Matt Taven)      | The Undisputed Kingdom (Mike Bennett i Matt Taven)      | 9:35                                                  |                                               |       |                                                        |                                                        |                                                        |                                  |       |                             |                             |                             |  |
|  | Best Friends (Trent Beretta i Orange Cassidy)               | Best Friends (Trent Beretta i Orange Cassidy)               | Pin                                                         |  |  | Best Friends (Trent Beretta i Orange Cassidy)           | Best Friends (Trent Beretta i Orange Cassidy)           | Pin                                                   |                                               |       |                                                        |                                                        |                                                        |                                  |       |                             |                             |                             |  |
|  | The Don Callis Family (Kyle Fletcher i Powerhouse Hobbs)    | The Don Callis Family (Kyle Fletcher i Powerhouse Hobbs)    | 10:30                                                       |  |  |                                                         |                                                         |                                                       |                                               |       | The Young Bucks (Matthew Jackson i Nicholas Jackson)   | The Young Bucks (Matthew Jackson i Nicholas Jackson)   | Ściągnięcie tytułów                                    |                                  |       |                             |                             |                             |  |
|  | The Infantry (Carlie Bravo i Capt. Shawn Dean)              | The Infantry (Carlie Bravo i Capt. Shawn Dean)              | Pin                                                         |  |  |                                                         |                                                         |                                                       |                                               |       |                                                        |                                                        | FTR (Dax Harwood i Cash Wheeler)                       | FTR (Dax Harwood i Cash Wheeler) | 21:35 |                             |                             |                             |  |
|  | House of Black (Brody King i Buddy Matthews)                | House of Black (Brody King i Buddy Matthews)                | 7:45                                                        |  |  | The Infantry (Carlie Bravo i Capt. Shawn Dean)          | The Infantry (Carlie Bravo i Capt. Shawn Dean)          | 12:20                                                 |                                               |       |                                                        |                                                        |                                                        |                                  |       |                             |                             |                             |  |
|  |                                                             |                                                             |                                                             |  |  | FTR (Dax Harwood i Cash Wheeler)                        | FTR (Dax Harwood i Cash Wheeler)                        | Pin                                                   |                                               |       |                                                        |                                                        |                                                        |                                  |       |                             |                             |                             |  |
|  |                                                             |                                                             |                                                             |  |  |                                                         |                                                         |                                                       |                                               |       | FTR (Dax Harwood i Cash Wheeler)                       | FTR (Dax Harwood i Cash Wheeler)                       | Pin                                                    |                                  |       |                             |                             |                             |  |
|  |                                                             |                                                             |                                                             |  |  |                                                         |                                                         | Top Flight (Dante Martin i Darius Martin)             | Top Flight (Dante Martin i Darius Martin)     | 15:40 |                                                        |                                                        |                                                        |                                  |       |                             |                             |                             |  |
|  |                                                             |                                                             |                                                             |  |  | Top Flight (Dante Martin i Darius Martin)               | Top Flight (Dante Martin i Darius Martin)               | Pin                                                   |                                               |       |                                                        |                                                        |                                                        |                                  |       |                             |                             |                             |  |
|  |                                                             |                                                             |                                                             |  |  | Ricky Starks i Big Bill                                 | Ricky Starks i Big Bill                                 | 9:40                                                  |                                               |       |                                                        |                                                        |                                                        |                                  |       |                             |                             |                             |  |